# Atacul armat de la coaforul Perla

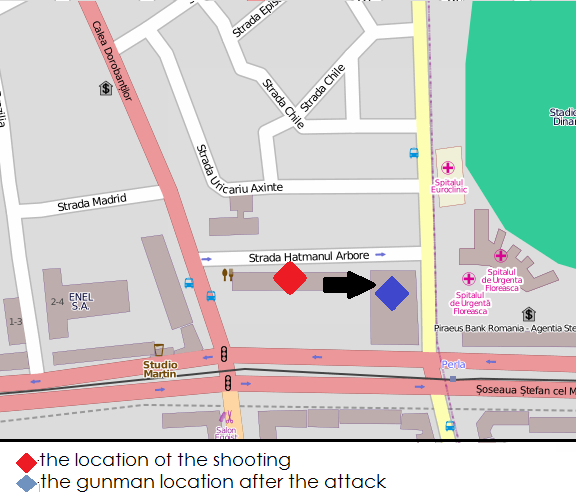
Locația atacului

Atacul armat de la coaforul Perla a avut loc la data de 5 martie 2012 la ora locală 17:30 în salonul Perla de pe Șoseaua Stefan cel Mare, Sector 2, București. Autorul, Gheorghe Vlădan s-a dus înarmat la locul de muncă al soției și a început să tragă, ca urmare a atacului au murit două persoane iar alte șase au fost rănite.

## Atacul armat
La ora 14 atacatorul a venit la salon, unde s-a certat cu soția sa, înainte să plece foarte nervos și-a amenințat nevasta că se va răzbuna pe ea. A revenit înarmat cu o armă semiautomată Glock, calibrul 9 mm, pe care o deținea legal, având în vedere și calitatea sa de agent de poliție. La ora 17:30 după o discuție scurtă cu Felicia, soția sa, și Mariana Bendre, casiera salonului, a început să tragă, împuscând 8 persoane. Vlădan a descărcat toată muniția din încărcătorul pistolului, în total 11 gloanțe, din acestea un singur glonț a fost tras înspre exterior, prin geam, fiind recuperat de criminaliști dintr-un loc de joacă. Agentul de poliție a scos Glockul din haină și a împușcat-o pe soția sa în piept, iar apoi a tras în casieră trei goanțe, două în piept și unul în cap. Ulterior a mai tras în trei cliente ale salonului, doi clienți ai frizeriei și o altă angajată a salonului de coafură.
Din cele opt persoane împușcate, casiera, împușcată în cap, a decedat pe loc, iar soția agresorului, rănită în zona toracelui, a decedat la spital. La spitalele Elias și Floreasca au ajuns câte trei răniți. La spitalul Elias  au ajuns: o femeie de 32 de ani ce a fost împușcată în coapsa dreaptă, un bărbat de 56 de ani cu o împușcat în genunchiul stâng (glonțul a rămas în picior) și o altă femeie de 40 de ani care are ambele gambe străpunse de un glonț, ce a părăsit organismul, dar care a fracturat tibia. La spitalul Floreasca au ajuns: o femeie de 54 și un bărbat de 56 amândoi cu plăgi împușcate la nivelul pieptului și un bărbat de 56 de ani împușcat în genunchi.

## Identitatea atacatorului
Autorul atacului este Gheorghe Vlădan un bărbat de 53 de ani, angajat al Ministerului Administrației și Internelor ca ambulanțier al Policlinicii MAI din București. Pe 12 februarie 2013, Gheorghe Vlădan a fost condamnat la închisoare pe viață.

## Consecințe
Ministrul Administrației și Internelor, Gabriel Berca, a dispus miercuri destituirea din funcția de director general al Direcției Generale de Poliție a Municipiului București a chestorului de poliție Vasile Viorel și înlocuirea lui cu Lucian Florin, de asemenea fostul director și șapte subalterni sunt cercetați pentru mai multe nereguli.